# Сельское поселение Новокуровка
Се́льское поселе́ние Новоку́ровка — муниципальное образование в Хворостянском районе Самарской области.
Административный центр — село Новокуровка.

## Административное устройство
В состав сельского поселения Новокуровка входят:
- село Елань,
- село Михайло-Лебяжье,
- село Новокуровка,
- железнодорожная станция Чагра.

## Местное самоуправление
Глава администрации Гущина Светлана Анатольевна